# Jefferson Davis (gouverneur)
Pour les articles homonymes, voir Davis.
Jefferson Davis, communément appelé Jeff Davis, né le 6 mai 1862 dans le comté de Little River (Arkansas) et mort le 3 janvier 1913 à Little Rock (Arkansas), est un homme politique démocrate américain. Il est gouverneur de l'Arkansas entre 1901 à 1907 puis sénateur du même État entre 1907 et 1913.

## Biographie
Davis est né dans la communauté de Richmond. Ses parents lui ont donné le nom du président des États confédérés d'Amérique, Jefferson Davis. Il est allé à l'école de Russellville, puis à l'université d'Arkansas. Puis, il étudie le droit à l'université Cumberland et à celle de Vanderbilt d'où il sort diplômé en 1884. Il est admis au barreau du comté de Pope.

## Carrière
Il débute comme procureur de la cinquième circonscription judiciaire de l'Arkansas, puis devient procureur général de l'état de 1898 à 1901. Il est élu ensuite gouverneur et exerce cette fonction de 1901 à 1907. Il est ensuite élu au Sénat où il siège de 1907 à sa mort. Davis était connu pour ses talents oratoires et sa rhétorique toujours à la limite de la provocation. Beaucoup de ses partisans le croyaient parent avec le président de la Confédération, qui était son homonyme. La légende dit qu'il ne faisait rien pour démentir la rumeur. Davis était partisan du ségrégationnisme et de l'esclavage. En 1905, il accueille le président Théodore Roosevelt en défendant la pratique du lynchage et en militant pour sa légalisation. Roosevelt ne rentra pas dans la polémique et répondit en mettant en avant la primauté du droit. Il meurt à 50 ans et est enterré à Little Rock dans le cimetière de Mount Holly.

## Sources
- (en) Cet article est partiellement ou en totalité issu de l’article de Wikipédia en anglais intitulé « Jeff Davis » (voir la liste des auteurs).